# Капость
«Ка́пость» (фр. La Farce) — новела французького письменника Гі де Мопассана, видана в 1883 році. Сюжет твору розповідає про підступні жарти дотепника, жертвами яких в одному випадку стає він сам, а в іншому — літня жінка.

## Історія
Вперше ця новела була надрукована в газеті «Gil Blas» 18 грудня 1883 року. Пізніше Гі де Мопассан включив цей твір до збірки «Носій». Український переклад твору здійснив Кость Тищенко. В його перекладі новелу опублікували у видавництві «Дніпро» двічі: у восьмитомному зібранні творів Гі де Мопассана (1969—1972) і двотомному виданні вибраних творів письменника (1990).

## Сюжет
Новела подана як уривок із щоденника дотепника. В ньому йдеться про два жарти, які утнув цей капосник. Правда, жертвою першого став він сам. А сталося це ось як. Приїхавши в гості до друзів, таких же невгамовних жартівників, як і він сам, оповідач спостеріг, що весь вечір вони були якісь аж надто веселі. Він зметикував, що мабуть цього разу «свиню підкласти» запланували йому. З міркувань обережності він оглянув свою спальню, але не задовольнившись виявленим порядком про всяк випадок поклався на підлозі. Вранці лакей зайшов до кімнати, перечепився через сплячого гостя і перекинув на нього сніданок.
Другого разу оповідач сам втілив план оригінального жарту. Дізнавшись про те, що фосфористий кальцій у поєднанні з водою вибухає ядучим білим димом, він підсипав цю речовину до нічного горщика літньої пані Дюфур — дуже неприємної старої. Та, скориставшись посудиною за призначенням, отримала «феєрверк». Пані Дюфур перелякалася не тільки від побаченого видовища, а й тому, що подумала наче цей феномен є проявом якоїсь невідомої хвороби.